# Шпенгель, Иоганн Вильгельм
Иоганн Вильгельм Шпенгель (19 февраля 1852, Гамбург — 13 апреля 1921, Гиссен) — германский зоолог и гельминтолог.

## Биография
После окончания средней школы изучал медицину и естественные науки в университетах Берлина и Гёттингена. С 1874 по 1876 год был ассистентом при зоологическом и зоотомическом институте в Вюрцбурге. После получения сначала степени доктора философии, а затем габилитации с 1879 года читал в Гёттингене лекции по зоологии в качестве приват-доцента; в 1881 году был назначен директором городских естественноисторических коллекций в Бремене, в 1887 году — ординарным профессором зоологии и директором института зоологии и сравнительной анатомии в Гиссене.
Был научным руководителем по диссертациям у некоторых известных впоследствии германских зоологов. В 1897—1898 учебном году был ректором университета Людвига. В 1900 году был избран членом-корреспондентом Прусской академии наук. С 1890 по 1901 год был секретарём Германского зоологического общества, затем его первым вице-президентом, с 1904 по 1905 год — президентом, с 1906 по 1907 год — вновь первым вице-президентом. В 1914 году он стал членом Королевского общества наук в Упсале, в 1915 году Шведской Королевской академии наук в Стокгольме.
Научные работы Шпангеля касались в первые годы его деятельности антропологии и преимущественно изучения черепов, а затем анатомии, истории развития и гистологии позвоночных и беспозвоночных, в особенности гефирей и кишечножаберных (как в то время назывались эти животные). Он впервые описал развитие самцов Bonellia, и его монографию встречающихся в Неаполитанском заливе Enteropneusta считали в конце XIX века лучшей и наиболее полной обработкой этой интересной группы морских беспозвоночных животных. С 1886 года издавал в Йене «Zoologische Jahrbücher», в котором печатались статьи по всем областям зоологической науки.

## Главные работы
- «Schädel vom Neanderthaltypus» («Arch. f. Anthropologie», 1875, докторская диссертация);
- «Bau des Urogenitalsystems der Amphibien» («Arb. zool.-zoot. Inst. Würzburg», 1876);
- «Beiträge zur Kenntnis der Gephyreen. I. Eibildung, Entwicklung u. München der Bonellia» («Mitth. zool. Stat. Neapel», 1879);
- II: «Organisation des Echiurus Pallasii» («Zeitschrift für wiss. Zool.», 1880);
- «Geruchsorgane und Nervensystem der Mollusken» (там же, 1881);
- «Zur Anatomie des Balanoglossus» («Mitth. Zool. St. Neapel», 1884);
- «Beiträge zur Kenntnis der Kiemen von Amphioxus» («Zool. Jahrb.», Anat., 1890);
- «Die Enteropneusten des Golfs von Neapel» («Fauna u. Flora v. Neapel», 1893).